# Proparoxytonon
Een proparoxytonon (meerv. proparoxytona, van het Oudgriekse προπαροξύτονος) is in de fonologie een woord van ten minste drie lettergrepen, waarin de klemtoon op de op twee na laatste lettergreep valt. Een voorbeeld hiervan in het Engels is het drielettergrepige woord pharmacy ‘apotheek’ dat wordt uitgesproken als [ˈfɑɹ.mə.si].
In het Nederlands komen proparoxytona voor in werkwoorden als wapperen, fladderen en rammelen en in Latijnse leenwoorden als a-quá-ri-um. Het klassiek Latijn kende veel proparoxytona, maar het merendeel hiervan is in de ontwikkeling van de verschillende Romaanse talen als gevolg van syncope korter geworden.
Een woord met de klemtoon op de voorlaatste lettergreep heet paroxytonon. Indien de klemtoon op de laatste lettergreep valt, wordt gesproken van een oxytonon.

## Nederlandse proparoxytona
babbelen
bazelen
beatboxen
beitelen
bibberen
bladeren
bliksemen
boemelen
borrelen
brabbelen
bubbelen
denderen
donderen
druppelen
dwarrelen
fiedelen
fladderen
flapperen
fluisteren
foeteren
giebelen
giechelen
gniffelen
gorgelen
grinniken
hagelen
hameren
hakkelen
hinniken
jakkeren
jammeren
jengelen
jodelen
jubelen
kabbelen
kakelen
kegelen
keuvelen
kibbelen
klapperen
klepperen
kletteren
knipperen
knisperen
koppelen
kriebelen
kwebbelen
kwetteren
kwispelen
leuteren
lispelen
mekkeren
miezeren
mijmeren
mompelen
mopperen
mummelen
murmelen
neuriën
onweren
oprispen
pingelen
prevelen
pruttelen
rammelen
ratelen
regenen
remelen
reutelen
rinkelen
ritselen
rochelen
rommelen
schakelen
schateren
slobberen
smiespelen
snateren
snorkelen
snotteren
snuffelen
spatelen
sputteren
stamelen
stempelen
stotteren
stuiteren
tegelen
tetteren
timmeren
tinkelen
toeteren
tokkelen
trappelen
trippelen
trommelen
twinkelen
twijfelen
wapperen
wauwelen
weigeren
zaniken
zwatelen